# Lago Chepelmut
El lago Chepelmut es un espejo de agua situado en el centro de la provincia argentina de Tierra del Fuego, en la isla homónima. 
Centrado en las coordenadas 54°23′S 67°35′O / -54.383, -67.583, es de origen glaciar y tiene forma rectangular. El mismo desagua en el lago Yehuin a través del río In, que desagua en el lago Fagnano, por lo que el Chepelmut pertenece a la cuenca del océano Pacífico.
El lago es de aguas extraordinariamente transparentes y es muy concurrido por los adeptos a la pesca deportiva y el trekking. 
- Datos: Q2834619